# Messu
Messu est la zone de planification du nord est de Tampere en Finlande. 

## Présentation
Messu comprend les zones statistiques: Uusikylä , Ruotula, Huikas, Takahuhti, Hakametsä, Ristinarkku, Aakkula, Messukylä et Pappila.
Les zones statistiques correspondent à peu près aux quartiers.